# 上海金桥经济技术开发区
金桥经济技术开发区，位於上海浦东新区中部，是浦东新区下辖的一个类乡级行政单位，也是中华人民共和国的国家级经济技术开发区，前身为金桥出口加工区，于1990年经国务院批准建立。该区规划面积27.38平方公里，分为金桥北区和南区两部分。金桥北区规划面积18.48平方公里，南区规划面积8.9平方公里。目前已有多家大型跨国公司入住。2010年，随着原南汇区并入浦东新区，金桥开发区管辖面积由27.38平方公里拓展为67.79平方公里。把金桥经济技术开发区与南汇工业园区、浦东空港工业园区（机场镇临空产业园区、川沙镇工业小区、祝桥空港工业区、老港化工工业区）整合为一。
2013年7月17日金桥出口加工区改今名。开发区对先进制造业、高端生产性服务业和城市化功能进行了融合。
2015年3月1日，金桥经济技术开发区将正式纳入上海自贸区范围。
2018年11月19日，国务院批复金桥出口加工区（南区）整合优化为金桥综合保税区。2019年11月15日，金桥出口加工区（南区）通過驗收，正式升级为金桥综合保税区。2020年4月21日，金桥综合保税区正式挂牌。

## 道路特色
金桥出口加工区的道路中，横向道路以省份或城市简称+“桥”字命名，如川桥路，宁桥路，而纵向道路则以“金”+城市或省份简称，如金穗路，金海路等。

## 公司名录
- 中国惠普有限公司
  - 上海惠普有限公司
- 华为技术有限公司上海研究所
- 上海西门子移动通信有限公司
- 上海贝尔阿尔卡特股份有限公司
- 艾默生过程控制有限公司
- 雀巢饮用水有限公司
- 上海日立电器有限公司
- 上海理光传真机有限公司
- 上海理光数码设备有限公司
- 英特儿营养乳品有限公司（多美滋）
- 上海英材商务有限公司
- 上海通用汽车有限公司